# Larkin Malloy
Larkin Malloy (* 24. September 1954 in New York, USA; † 29. September 2016) war ein US-amerikanischer Schauspieler und Moderator.
Malloy wurde bekannt durch seine Rolle in der US-Seifenoper Springfield Story, in der er von 1985 bis 1987 die Rolle des Kyle Sampson spielte. Dazu hatte er zahlreiche Klein- und Nebenrollen in Serien, die zum Teil in Deutschland nicht gesendet wurden. Er starb 62-jährig infolge eines Herzinfarkts.

## Filmografie (Auswahl)
- 1980–1984: The Edge of Night (Fernsehserie, 18 Folgen)
- 1985–1987: Springfield Story (Fernsehserie, 10 Folgen)
- 1987–1998: All My Children (Fernsehserie, 21 Folgen)
- 1999: Big Daddy
- 2002, 2006: Jung und Leidenschaftlich – Wie das Leben so spielt (As the World Turns, Fernsehserie, 4 Folgen)